# Francesco Pasinetti
Francesco Pasinetti (Venezia, 1º giugno 1911 – Roma, 2 aprile 1949) è stato un critico cinematografico, sceneggiatore e regista italiano.
È riconosciuto come uno dei più importanti esponenti della cinematografia italiana degli anni trenta e quaranta e come storico del cinema internazionale. Ha condotto una vasta attività di divulgazione sulla tematica dello spettacolo cinematografico in quanto autore di alcune importanti opere, promotore di mostre e convegni, collaboratore di numerose testate ed insegnante al Centro sperimentale di cinematografia, di cui fu anche Direttore. Ha realizzato numerosi documentari, dedicati soprattutto alla sua città natale. Si è occupato inoltre di attività teatrale, scrivendo o dirigendo opere in prosa e musicali, nonché di fotografia e pittura. Tuttavia, nonostante l'intensità del suo impegno nel campo del cinema, non è mai riuscito, a parte una sola pellicola giovanile, a coronare i suoi progetti di diventare anche regista di film a soggetto. 

## Biografia

### Formazione
Nasce a Venezia in una famiglia benestante (il padre, Carlo, è uno stimato primario ospedaliero) ed attenta all'arte, dato che il nonno materno Guglielmo Ciardi è stato uno dei più importanti pittori paesaggisti veneti della seconda metà dell'Ottocento; anche la zia Emma Ciardi è pittrice ed ha una forte influenza affettiva ed artistica sul giovane Francesco, che si rafforza quando nel 1928 egli resta orfano della madre. Sin da adolescente condivide con il fratello Pier Maria, di due anni più giovane, l'interesse per attività teatrali e culturali. Ha solo 15 anni quando sale sul palcoscenico della Fenice per una rappresentazione di beneficenza de La bella addormentata. Due anni dopo scrive una tragedia La vergine di Tiro, che viene allestita e rappresentata a casa Pasinetti dove, negli anni del Liceo, raggruppa in un "Cenacolo della fiamma" suoi amici e compagni egualmente interessati a promuovere attività artistiche e culturali.
Nel 1929 pubblica sul Gazzettino di Venezia il suo primo articolo di argomento cinematografico, che costituisce l'inizio di una lunghissima serie di collaborazioni a decine di testate. Iscritto alla Facoltà di Lettere dell'Università di Padova, porta a termine gli studi, convincendo il suo docente di Storia dell'Arte, il professor Giuseppe Fiocco, ad affidargli una tesi su Realtà artistica del cinema. Storia e critica, con la quale si laurea nel luglio del 1933: era «la prima volta che in una Università italiana si parlava del cinema e se ne parlava in sede di Storia dell'Arte, non più come divertimento domenicale di folle incolte». Da universitario, nel 1932, fonda e dirige a Venezia, in ambito GUF, il periodico Il Ventuno, che dedicherà un ampio spazio al cinema con la pubblicazione di numerosi saggi ed articoli sulla cinematografia sia italiana, che internazionale (americana, russa, francese e tedesca) e sulle cui pagine proporrà la costituzione in ogni GUF di sezioni cinematografiche.

### L'ingresso nel mondo del cinema
Intanto, nel 1932, si tiene a Venezia la prima Mostra del cinema, rispetto alla quale Pasinetti, dopo un iniziale plauso, assumerà poi una posizione critica, per aver essa annullato nella mondanità dell'evento il valore del cinema come fatto artistico. Tuttavia egli segue con attenzione la manifestazione e le sue corrispondenze compaiono su diverse testate, dalla Gazzetta di Venezia a l'Italia letteraria, dal Popolo di Trieste a Il giornale di Genova, oltre al Ventuno. Collabora nello stesso periodo con le riviste pubblicate da Alessandro Blasetti, attorno alle quali all'inizio degli anni trenta si raggruppano coloro che auspicano una rinascita del cinema italiano.
Le posizioni critiche non si limitano alla sola contestazione: nel novembre 1932 egli fonda, con sede a casa sua, un "Cineclub", che diventerà uno dei più vivaci d'Italia, attivando collaborazioni con iniziative simili nate in altre città (Milano, Genova, Torino) e tessendo contatti, tramite l'Istituto Cineamatori italiani, anche con analoghe associazioni all'estero, in Europa e Stati Uniti. L'esperienza dei Cineclub, nei quali si usa quel "passo ridotto", di cui egli sosterrà sempre il valore quale strumento di formazione dei futuri cineasti, è vissuta da Pasinetti e da alcuni altri aderenti come momento non solo di studio, ma di diretto impegno nella realizzazione cinematografica.
Nasce così Entusiasmo, che racconta, a metà tra documentario e film a soggetto, le esili vicende comico-sentimentali di un gruppo di universitari veneziani in vacanza sulla neve. Pasinetti ne è il regista e l'operatore è Mino Damicelli, che poi entrerà all'Istituto LUCE. Il film, commissionato al "Cineclub" dal GUF veneziano, viene girato nell'inverno del 1932 in due settimane di riprese tra Campolongo e Bardonecchia, utilizzando pellicola da 16 mm; dura circa 80 minuti (oggi ne sono sopravvissuti solo 26). Per la scelta della protagonista il "Cineclub" bandisce un concorso cui partecipano 271 aspiranti attrici, tra le quali viene scelta Nina Simonetti, mentre gli interpreti maschili sono gli stessi studenti.
Entusiasmo viene presentato in diverse occasioni: dapprima alla "Settimana artistica", organizzata dallo stesso GUF veneziano, dove è lodato, nonostante i difetti, per «l'armonia dell'insieme e la bellezza del lavoro». Va poi al Concorso nazionale del film a passo ridotto, dove riceve una segnalazione assieme a Ritmi di una grande città di Damicelli. A luglio viene anche proiettato in "Cines", alla presenza di Blasetti, Cecchi e D'Errico. Ma la presentazione più importante avviene in occasione dei Littoriali, che si svolgono a Firenze nell'aprile 1934, dove tuttavia riceve da parte del pubblico un'accoglienza tutt'altro che positiva, anche se i commentatori sono «costretti ad ammirare lo sforzo ed il respiro manifestati dai creatori del film (che) hanno certo i numeri messi ben in evidenza nonostante i contrasti».

### L'esperienza della "Venezia Film"
Dopo Entusiasmo Pasinetti, assieme al gruppo formatosi nel Cineclub, decide di passare dal cinema sperimentale o amatoriale a quello ufficiale. Fonda assieme al fratello la società di produzione "Venezia Film", anch'essa con sede a casa sua, con la quale si propone di realizzare, oltre a un documentario sullo sviluppo industriale di Marghera (titolo: Venezia, anno XII), il film a soggetto Sud, da girare in parte a Venezia ed in parte in Libia, al tempo colonia italiana, protagonista ancora Nina Simonetti.

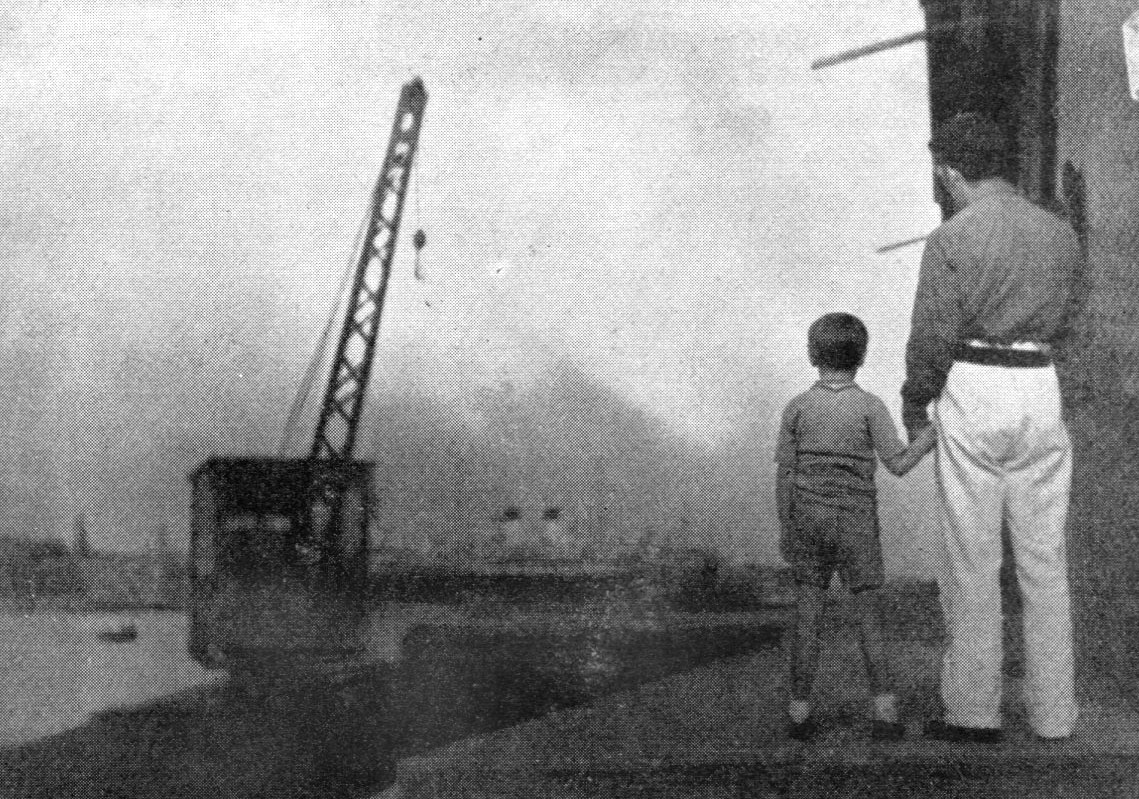
Il canale degli angeli, unico lungometraggio a soggetto diretto da Pasinetti (1934) - scena: la draga

Questo progetto ottiene il plauso del PNF veneziano, poi il titolo cambia e diventa Libia - film coloniale e sembra riceva anche il patrocinio del Ministero delle colonie, mentre Pasinetti, assieme a Belisario Randone e a Mino Damicelli, progetta di recarsi a Kussabath, nel deserto libico, per organizzare le riprese. Ma nei mesi successivi le notizie su questa produzione scompaiono dalle cronache cinematografiche del tempo, costituendo il primo di un lungo elenco di progetti di regia su cui Pasinetti lavorerà invano.
Riesce invece, sempre nel 1934, la produzione de Il canale degli angeli, in cui Pasinetti, partendo da un soggetto del fratello che aveva vinto al concorso "Gino Mazzucchi", un premio con cui fu finanziato il costo del film, dava un'immagine non convenzionale della città e dei suoi abitanti. Sarà l'unico film a soggetto che egli dirigerà, ancora con la Simonetti quale interprete. Programmato inizialmente per essere presentato alla Commissione selezionatrice della 2ª Mostra di Venezia, esso non sarà ammesso, restando così un lavoro «completamente dimenticato dalla critica» senza arrivare mai neppure nelle sale, benché ne fosse stata annunciata nel febbraio 1935 la sua imminente distribuzione.
Benché sia conosciuto soprattutto come esponente della cinematografia italiana, Francesco Pasinetti si è anche occupato di teatro, sia come autore di commedie, che come regista. Dal 1937 al 1942 quattro testi scritti da lui sono stati rappresentati: Lontananza (andata in scena al teatro GUF di Roma, l'8 aprile 1937), La sorella (ancora al teatro GUF di Roma, il 7 marzo 1939), La ricchezza (rappresentata al Teatro Sperimentale di Firenze il 18 gennaio 1941). Ha inoltre diretto, sempre al teatro GUF di Firenze nel 1937 Mio fratello il ciliegio di Siro Angeli.
Il 29 gennaio 1942, al Teatro dell'Università di Roma, diresse Tutti hanno ragione, un suo atto unico rappresentato assieme ad opere satiriche di Vitaliano Brancati, in cui lavoravano le due attrici quasi esordienti Anna Proclemer e Giulietta Masina.
La sua attività teatrale si è ampliata anche al campo della lirica, ad iniziare dal 1938 quando diresse alla Fenice una edizione di Elisir d'amore con Tito Schipa. Di Malipiero, con cui tentò una collaborazione anche nel dopoguerra per un documentario ora perduto, curò la regia di L'Orfeide e Le baruffe chiozzotte, andate in scena al Teatro delle Arti di Roma nell'ambito di un ciclo di spettacoli allestiti con scenari dipinti da Renato Guttuso e Filippo de Pisis.
Anche in campo teatrale, tuttavia, Pasinetti ebbe difficoltà a realizzare alcune sue idee: innanzitutto una riduzione in 5 atti de La lettera scarlatta, scritta nel 1940 assieme ad Enrico Fulchignoni che nessuna compagnia volle rappresentare. Analoga sorte aveva subito due anni prima Un affare d'oro, di cui era stato autore assieme ad Arrigo Colombo, futuro produttore di Sergio Leone.
Il tema di una Venezia come città abitata e vissuta, diversa dall'immagine oleografica o turistica, è nel 1934 anche al centro di alcuni documentari realizzati da Pasinetti: oltre a quello su Marghera, Estuario, Venezia numero 2 e Una città che vive, tutti incentrati sulle periferie e sulla vita reale degli abitanti, «liberati dalle ragnatele di una pericolosa tradizione che vorrebbe far assomigliare la bella città ad un freddo museo di cose morte». Sono tutte opere oggi perdute, che costituiscono le premesse di una seconda serie di filmati che Pasinetti, ammiratore dei grandi documentaristi come Ivens o Flaherthy e sostenitore del valore dei documentari quale forma non secondaria di espressione cinematografica, dedicherà poi negli anni quaranta alla sua città. Tornerà spesso a spiegare come Venezia sia stata presentata nel cinema con superficiale approssimazione in quanto «il cattivo gusto di produttori e registi è stato il suo peggior nemico».
Nella seconda edizione della Mostra del cinema (1934), le critiche di Pasinetti ottengono un primo riconoscimento: gli viene affidata - come poi accadrà anche nel 1935 e 1936 - l'organizzazione di una manifestazione collaterale della Mostra dedicata al cinema in formato ridotto. Riesce ad assicurare all'iniziativa la presenza di 40 opere di 8 nazioni, il che rafforza i suoi legami internazionali, che danno poi luogo, alla fine del 1934, ad un viaggio negli Stati Uniti nel quale ha modo di studiare il mondo del cinema di quel paese.
Le difficoltà incontrate nell'attività produttiva (la "Venezia Film" non farà più nulla e sarà chiusa nel 1937) e nella gestione del "Cineclub", che verrà assorbito dal GUF, indurrà i suoi fondatori a sviluppare altrove la loro l'attività professionale.

### Trasferimento a Roma
Nel 1936 Pasinetti, ormai noto a livello nazionale, si trasferisce a Roma, chiamato da Luigi Chiarini ad insegnare presso il C.S.C. dapprima sceneggiatura e dall'anno dopo storia del cinema, oltre a collaborare sin dall'inizio (1937) con Bianco e nero, periodico del Centro. Nello stesso anno egli viene assunto da Luciano De Feo, al tempo direttore dell'Istituto internazionale per la cinematografia educativa (organismo collegato alla Società delle Nazioni) per lavorare, assieme a Corrado Pavolini, Domenico Meccoli, Gianni Puccini ed al tedesco Rudolf Arnheim, esule dalla Germania nazista perché ebreo, alla stesura dell'ambizioso progetto di una Enciclopedia del cinema, che però, dopo l'uscita dell'Italia dalla Società a causa della Guerra d'Etiopia, non sarà mai pubblicato.

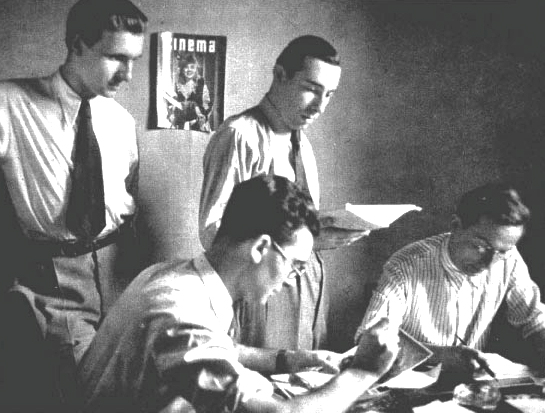
Pasinetti nella redazione di Cinema, nel 1939, con Domenico Meccoli, Fausto Montesanti e Rudolf Arnheim

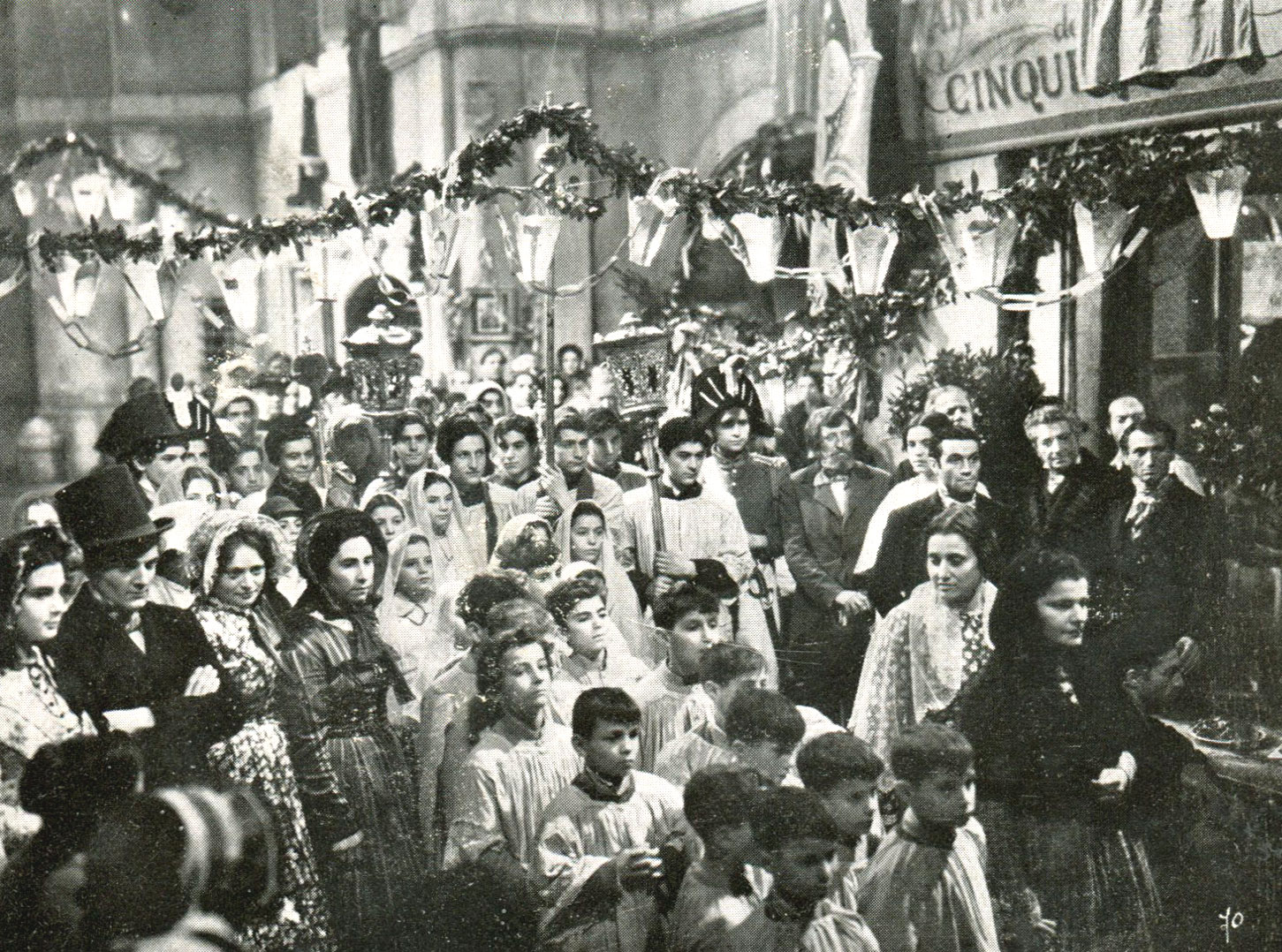
La scena della processione in via delle Cinque Lune, film per il quale Pasinetti, assieme al regista Luigi Chiarini e ad Umberto Barbaro, fu premiato per la miglior sceneggiatura 1941-42

Quando nello stesso anno De Feo fonda Cinema, quasi l'intero gruppo si trasferisce alla redazione del periodico, che nonostante la formale direzione dal settembre 1938 di Vittorio Mussolini, riuscirà ad esprimere una visione meno conformista ed un ruolo di punta nella critica cinematografica, diventando, come il C.S.C. «un importante strumento di apertura politica e di disgregazione del consenso in gruppi di giovani intellettuali che si avvicinano al cinema». Contemporaneamente sviluppa anche un'intensa attività come autore e regista teatrale.
Sempre nel 1936 partecipa ai Littoriali che si svolgono a Venezia nel marzo, ma questa volta come giudice della Commissione che deve valutare il tema assegnato Il cinematografo come documento della civiltà di un popolo. Nello stesso anno entra nel mondo della produzione cinematografica come sceneggiatore: firma il copione de L'ambasciatore di Negroni e lavora a quello de I due misantropi di Palermi, che esce poi nel 1937. Inizia la sua collaborazione, sempre come sceneggiatore, con Umberto Barbaro nell'unico film da questi diretto L'ultima nemica (1938), un sodalizio che si svilupperà poi con altri successi.
Ormai Pasinetti è una presenza autorevole e costante anche alla Mostra del cinema: nel 1938 cura una retrospettiva sul Cinema francese dagli inizi al 1933, mentre l'anno successivo realizza, con materiale d'archivio, il filmato antologico Cinema di tutti i tempi, proiettato a Venezia il 18 agosto. Ma il 1939 è soprattutto l'anno della sua definitiva consacrazione come studioso del cinema: pubblica Storia del cinema dalle origini ad oggi, in cui espone in modo ragionato la mole di dati e conoscenze accumulati in oltre dieci anni di studi. È «la prima opera che tenta di raccogliere ordinatamente tutto il complesso del materiale relativo alla storia del cinema». Partecipa inoltre a Firenze ad un Congresso internazionale di musica, discutendo dei rapporti tra musica e cinema.

### Sceneggiature, regie mancate e documentari
All'inizio del 1940, si costituisce nell'ambito del C.S.C. (che, oltre alla didattica, avvia nella nuova sede di via Tuscolana anche una propria attività produttiva) un gruppo di sceneggiatura composto da Pasinetti, Barbaro e Chiarini la cui prima prova è La peccatrice che, portato alla Mostra di Venezia, riceve commenti favorevoli per il suo valore moderatamente innovativo rispetto alle pellicole del tempo.
La collaborazione prosegue poi nel 1942 con Via delle Cinque Lune - per cui essi vengono premiati quale miglior sceneggiatura della stagione 1941-'42 - e La bella addormentata. Nello stesso 1942 Pasinetti sceneggia anche due film diretti da Simonelli, La danza del fuoco e Soltanto un bacio, e tenta di realizzare come regista una riedizione sonora di Sperduti nel buio, ma senza riuscirci.

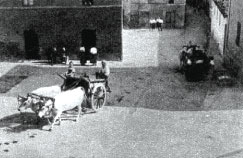
Inquadratura da Sulle orme di Giacomo Leopardi, uno dei documentari realizzati da Pasinetti del 1942

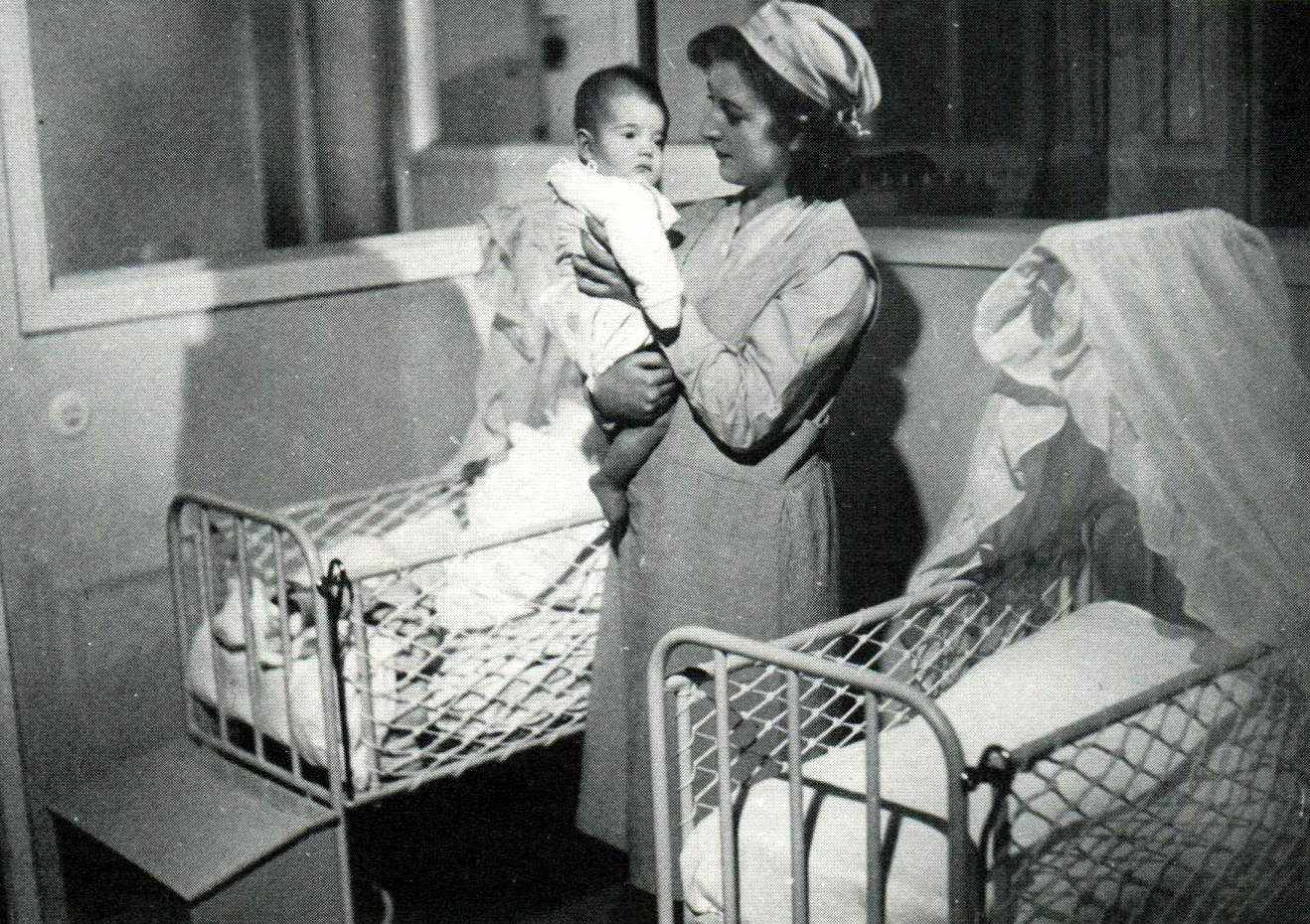
Nasce una famiglia (1943)

Analoga sorte avrà l'anno successivo il suo tentativo di portare sullo schermo La locandiera, con Alida Valli come interprete. Con la giovane attrice Pasinetti aveva stretto un'intesa artistica sin da quando lei era sua allieva al C.S.C., arrivando a dedicarle una serie di fotografie ed un articolo in cui lamentava come il suo talento fosse sprecato in pellicole senza valore e già nel 1938 aveva tentato di dirigerla in Ai quattro venti, ma senza successo. Il film ispirato all'opera goldoniana si farà, ma diretto da Chiarini con Luisa Ferida. Non riuscirà neanche a realizzare e dirigere Sogno d'amore ed Il mulino del Po, entrambi rifiutati dalla Scalera Film.
Ciò che Pasinetti non può realizzare nei film a soggetto, riesce invece a fare nel campo dei documentari, anche grazie ad un incremento della loro produzione favorita da una nuova normativa. Nel 1941, dopo due mesi di riprese a Recanati, pubblica Sulle orme di Giacomo Leopardi, inizialmente pensato anche con presenza di attori, ma poi ridimensionato per questioni economiche. Seguono nel 1942 tre opere realizzate per l'Istituto Luce, La gondola (nel quale crea una sintesi tra vedute veneziane del Carpaccio, del Tintoretto e del Canaletto ed immagini attuali della città riprese in presa diretta sonora), Venezia minore e I piccioni di Venezia nei quali la sua città viene di nuovo «amorevolmente scoperta nei suoi aspetti "minori"».
Si tratta di opere lontanissime dall'enfasi reboante dei cinegiornali dell'epoca, nei quali «la gran parte del fascino è dovuta alla sonorità del quotidiano, a volte con valenze metafisiche e liriche». Pasinetti, figlio di un medico, è inoltre attratto dai temi della medicina: dedica a questo tema La città bianca (1942), Nasce una famiglia ed una serie di ben 35 documentari chirurgici ripresi nel 1941-'42 presso il Rizzoli di Bologna, poi presentati anche a congressi internazionali a Parigi, Londra e Cannes. Nel 1960 ne saranno rieditati sette di questi con il titolo Il chirurgo opera.
L'intensa attività sul campo non impedisce però a Pasinetti di proseguire nell'attività di studioso del cinema. In collaborazione con Gianni Puccini pubblica su Cinema tra l'ottobre 1942 ed il marzo 1943 una serie di articoli dal titolo Capitolo sul regista (alcuni escono a doppia firma anche quando Puccini è già arrestato per attività antifascista) che verranno poi ripubblicati, dopo la guerra nel volume La regia cinematografica. Nel luglio 1943, di fronte all'incalzare della situazione bellica, lascia Roma e va a vivere a Refrontolo, nella casa lasciatagli dalla zia Emma.

### Il dopoguerra

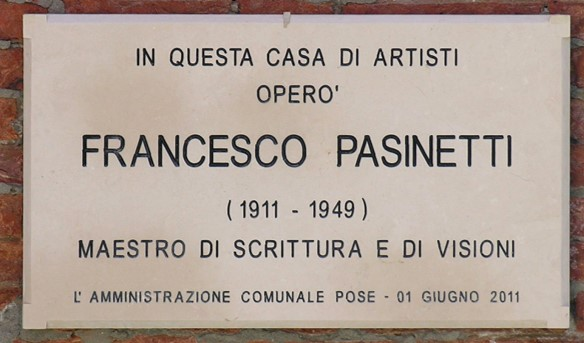
Lapide ricordo di Pasinetti a Venezia in Fondamenta Bernardo

Pasinetti è protagonista della cinematografia italiana anche nei primi anni del dopoguerra. Già nel 1945 viene chiamato a collaborare con il C.L.N. del Veneto per le attività di stampa e propaganda. Nel 1946 tralascia per qualche tempo il cinema per dedicarsi alla scrittura di una Guida di Venezia, pubblicata in tre lingue, nella quale ritorna il tema della sua città vista nei suoi aspetti più intimi e "minori". Ma già in estate si impegna per la rinascita della Mostra del cinema, di cui diventa componente della Commissione selezionatrice, incarico che ripeterà anche l'anno seguente.

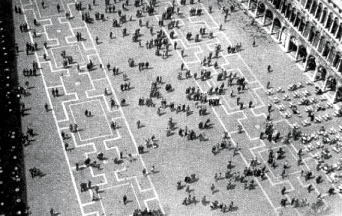
Piazza San Marco, documentario del 1947 premiato alla Mostra del cinema di Venezia

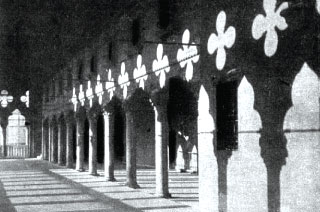
documentario Il Palazzo dei Dogi (1947) premiato al Festival di Locarno

Nel 1947 ritorna anche alla produzione cinematografica: fonda con alcuni soci la "Filmeuropa", con la quale realizza una nuova serie di documentari ancora dedicati alla sua città. Escono Piazza San Marco (vincitore a Venezia quale miglior cortometraggio), Il palazzo dei Dogi (premiato al festival di Locarno), Venezia in festa, Lumiei, in cui allarga lo sguardo alla regione per illustrare la costruzione di una diga in Val Lumiei, e Città sull'acqua. Con Il giorno della salute (1948) vince ancora una medaglia d'oro per il miglior filmato di storia dell'arte alla Mostra di Venezia: si tratta di un'opera per la quale è probabile vi sia stato un apporto musicale di Malipiero, ma che oggi risulta perduta.
Tenta ancora invano di diventare regista di lungometraggi di finzione preparando, insieme a Michelangelo Antonioni, tre soggetti: Angela (poi Disperazione, ipotesi di co-produzione italo-francese tratta dal Leviathan di Julien Green), La bella veneziana e Maria di Terranova. Delle tre ipotesi, la prima appare la più matura per essere realizzata durante contatti a Cannes nel 1946. Il tutto sfuma anche a seguito di riserve dei produttori sul ruolo di Pasinetti come regista. Non riesce nemmeno a realizzare un film dal racconto Il soldato Smatek, scritto da suo fratello.
Nel 1948 si trasferisce nuovamente a Roma, dove lo attende un incarico prestigioso quando a marzo viene nominato direttore del Centro Sperimentale. Nello stesso anno, ad ottobre, riapre Cinema in una seconda serie, ora edita a Milano, e Pasinetti riprende la collaborazione con la "storica" testata, curando in particolare le rubriche di dialogo con i lettori. Cura l'edizione italiana del Filmlexicon. Nonostante l'impegnativo incarico istituzionale realizza, ancora nel 1948, alcuni altri documentari, allargando il campo di interesse verso i temi artistici (Pittori impressionisti e Arte contemporanea) ed il territorio della sua regione (Piave - Boite - Vajont). La sua seconda permanenza a Roma lo porta a realizzare anche il documentario Piazza Navona, l'unico da lui dedicato a alla capitale.

### La morte
Mentre sta realizzando un nuovo documentario di carattere sanitario Scuola infermiere, che resterà incompiuto e sarà in seguito completato da Michelangelo Antonioni con il titolo Ragazze in bianco, muore improvvisamente a soli 37 anni a causa di una patologia cardiaca. Non vedrà le stampe neanche un volume a cui stava lavorando nello stesso periodo Incontri ed esperienze.

## Il giudizio sull'opera di Pasinetti
Sin dal momento della sua prematura morte, Pasinetti è stato considerato da tutti i commentatori come uno dei principali esponenti della cinematografia italiana, «intimamente legato alla cultura cinematografica, per i suoi innumerevoli, equilibrati e limpidi articoli, legato alla storiografia cinematografica ed alla didattica, che egli sviluppò e fece progredire al Centro Sperimentale».

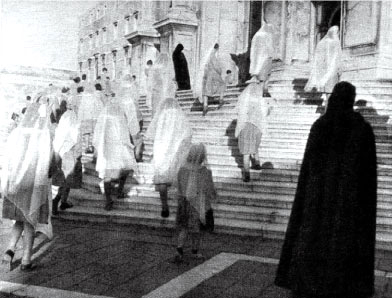
Scena de il giorno della salute (1949), documentario di Francesco Pasinetti che oggi è considerato perduto

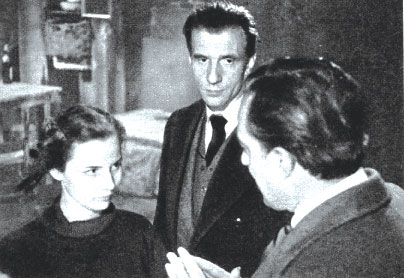
Pasinetti, direttore del Centro Sperimentale di Cinematografia, assiste ad una lezione di recitazione di Vittorio De Sica.

Anche successivamente ne è stato messo in risalto il valore di antesignano del cinema inteso come espressione artistica, a partire da quella sua tesi di laurea innovativa: «fin dai primi anni trenta, quando ancora pochi tra gli uomini di cultura frequentavano il cinematografo, Pasinetti mostra già di conoscere i caratteri fondamentali dell'opera cinematografica e scorge nel messaggio filmico una forma di espressione artistica autonoma con proprie strutture e propri modelli narrativi».
A causa della perdita di molta parte dei materiali originali della sua opera (libri, fotografie, pellicole, sceneggiature) dovuta ad un incendio che ha distrutto nel 1970 quella che era stata la sua abitazione veneziana, per molte delle sue attività non è oggi possibile disporre di elementi diretti. Ciononostante, ancora oggi sorprende la vastità e molteplicità del suo impegno nel campo del cinema: storico, critico, insegnante, editore, organizzatore di mostre e rassegne, regista e produttore, divulgatore e giornalista, realizzatore di innovativi documentari, scrittore, per cui «pur restando (se non come sceneggiatore) in qualche modo ai margini del cinema militante, rimane una figura di determinante rilievo in un periodo in cui, tra molteplici difficoltà, andava maturando in Italia un più precisa coscienza del cinema come fatto artistico».
Pasinetti incontrò sempre difficoltà nelle sue aspirazioni a dirigere anche film a soggetto e ne parlò con amarezza: «Purtroppo - scrisse nel 1943 - nessuna casa di produzione mi affida film normali». Le cose non cambiarono dopo la guerra: «La regia è l'unica attività che mi interessa veramente nel cinema, ma è così difficile combinare (lettera del 23 agosto 1945)». Una difficoltà spiegata dai commentatori con la sua coerenza: «se si fosse lasciato andare a compromessi avrebbe potuto, anche lui come tanti, girare dei film; forse, però, non saremmo qui a ricordare il suo coerente amore per il cinema».

## Riconoscimenti
Dopo la sua prematura morte, varie iniziative sono state intitolate al suo nome: venne istituito su iniziativa del Sindacato Giornalisti Cinematografici (di cui fu uno dei fondatori) un premio da assegnare annualmente al migliori contributo italiano negli studi storici ed estetici del cinema, oltre ad un Premio Pasinetti, inizialmente collegato al premio della critica in occasione della Mostra del cinema di Venezia e che tuttora premia i migliori cortometraggi. La rivista Cinema, istituì un premio per il miglior articolo ricevuto sulle stesse tematiche, iniziativa poi ripresa da Cinema Nuovo, che funzionò finché vissero le due testate.
Nel Palazzo del Cinema di Venezia gli è stata dedicata una sala. Nel 1991 l'Amministrazione Comunale ha istituito a Palazzo Mocenigo, presso San Stae, una videoteca intitolata al nome di Pasinetti in cui raccogliere e conservare al meglio – in originale ed in copia, a temperature ed umidità controllate – il numerosissimo materiale audiovisivo che riguarda la città di Venezia. Nella videoteca sono anche presenti sale video attrezzate e postazioni individuali dove è possibile visionare il materiale d'archivio. La videoteca ha inoltre editato alcuni "Quaderni" dedicati al nome dello studioso di cinema.

## Filmografia

### Film a soggetto

#### Regia
- Il canale degli angeli (1934), anche produzione, soggetto e sceneggiatura

#### Sceneggiatura
- L'ambasciatore, regia di Baldassarre Negroni (1936)
- I due misantropi, regia di Amleto Palermi (1937)
- L'ultima nemica, regia di Umberto Barbaro (1940)
- La peccatrice, regia di Amleto Palermi (1940)
- Via delle Cinque Lune, regia di Luigi Chiarini (1942)
- Soltanto un bacio, regia di Giorgio Simonelli (1942)
- La danza del fuoco regia di Giorgio Simonelli (1943)
- La locandiera, regia di Luigi Chiarini (1944)
- La buona fortuna, regia di Fernando Cerchio (1945)

### Documentari
- Venezia anno XII (1934)
- Estuario (1934)
- Venezia numero 2 (1934)
- Una città che vive (1934)
- Sulle orme di Giacomo Leopardi (1941)
- La città bianca (1942)
- La gondola (1942)
- I piccioni di Venezia (1942)
- Venezia minore (1942)
- serie di documentari medico chirurgici (1941 - 1942)
  - Amputazione di gamba
  - Artotromia esplorativa
  - Artrodesi per artrosi all'anca
  - Artroplastica del ginocchio
  - Avvitamento per frattura del collo del femore
  - Cerchiaggio metallico per rotula fratturata
  - Correzione del piede equino
  - Correzione del piede storto
  - Correzione di frattura
  - Immobilizzazione del ginocchio
  - Intervento esplorativo del radiale
  - Operazione di piede varo
  - Operazione per piede torto
  - Osteosintesi e riduzione di frattura
  - Osteosintesi per frattura dell'epitriclea
  - Resezione del ginocchio
  - Resezione del perone
  - Resezione del polso
  - Riamputazione di avambraccio
  - Riduzione cruenta per ritardo di consolidazione frattura
  - Riduzione di lussazione delle anche
  - Riduzione di lussazione di spalla
  - Simpaticectomia del femorale
  - Tenomiotomia dello sternocleidomastoideo
  - Tenotomia sottocutanea
  - Trapianto dermo epidermico
  - Trapianto di cuneo osseo
  - Trapianto tendineo
  - Trapianto tubolare
- Nasce una famiglia (1943)
- Venezia in festa (1947)
- Piazza San Marco (1947)
- Il Palazzo dei Dogi (1947)
- Lumiei (1947)
- Il giorno della salute (1948)
- Piave - Boite - Vajont (1948)
- Piazza Navona (1948)
- Pittori impressionisti (1949)
- Scuola infermiere - incompiuto - (1949)
- Un chirurgo opera - riedizione postuma - (1960)
- Il chirurgo opera - riedizione postuma - (1964)

## Teatro

### Autore
- Lontananza, rappresentato a Roma, teatro GUF, 8 aprile 1937
- La sorella, rappresentato a Roma, teatro GUF, 7 marzo 1939
- Ai quattro venti, rappresentato a Firenze, teatro Sperimentale, 19 marzo 1940
- La ricchezza, rappresentato a Firenze, teatro Sperimentale, 18 gennaio 1941
- Tutti hanno ragione, rappresentato a Roma, teatro dell'Università, 29 gennaio 1942

### Regista
- L'Orfeide di Gian Francesco Malipiero, Venezia, teatro la Fenice, febbraio 1936
- Mio fratello il ciliegio, di Siro Angeli, Firenze, teatro Sperimentale, dicembre 1937
- L'elisir d'amore, di Gaetano Donizetti, Venezia, teatro La Fenice, maggio 1938t
- Le baruffe chiozzotte di Gian Francesco Malipiero. Roma, teatro delle Arti, aprile 1941
- Bastiano e Bastiana di Wolfgang Amadeus Mozart, Roma, teatro delle Arti, aprile 1941

## Opere
- Cinema sperimentale, in Lo schermo, settembre 1935.
- La segretaria invisibile, in Cinema, 25 gennaio 1937, Hoepli, Milano,1937.
- Storia del cinema dalle origini al 1939, edito da "Edizioni di Bianco e nero", Roma, 1939
- La regia cinematografica (con Gianni Puccini), edito da "Rialto", Venezia, 1945
- Mezzo secolo di cinema, edito da Poligono, Milano, 1946
- Guida di Venezia, edito da "Rialto", 1946
- Filmlexicon (curatore), edito da "Filmeuropa", Roma, 1948